# Kong Lingxuan
Kong Lingxuan (chinesisch 孔令軒 / 孔令轩, Pinyin Kǒng Lìngxuān; * 9. Mai 1996) ist ein chinesischer Tischtennisspieler. Er gewann sowohl 2017 als auch 2019 bei der Universiade eine Medaille. Außerdem ist er Jugend-Weltmeister im Doppel, Mixed und mit der Mannschaft.                                                                     

## Turnierergebnisse
| Verband | Veranstaltung            | Jahr | Ort          | Land | Einzel        | Doppel    | Mixed | Team |
| ------- | ------------------------ | ---- | ------------ | ---- | ------------- | --------- | ----- | ---- |
| CHN     | World Tour               | 2014 | Kuwait-Stadt | KUW  | letzte 64     | letzte 16 |       |      |
| CHN     | Universiade              | 2019 | Neapel       | ITA  | Viertelfinale | Silber    |       |      |
| CHN     | Universiade              | 2017 | Taipeh       | TPE  |               |           |       | Gold |
| CHN     | Jugend-Weltmeisterschaft | 2013 | Rabat        | MAR  | Halbfinale    | Gold      | Gold  | Gold |